# Гора Козача
Гора Козача або Козача гора —  пагорб (гора) висотою 60 метрів над Сіверським Донцем на південній околиці села Коробів Хутір, Зміївської міської громади Чугуївського району Харківської області. Розташована на території НПП "Гомільшанські ліси". Природна пам'ятка Харківської області.

## Географія
Гора Козача розташована на південній околиці села Коробів Хутір, Зміївської міської громади Чугуївського району Харківської області. Висота 57 — 60 м. Гора вкрита деревами та рослинами. Знизу гори протікає річка Сіверський Донець.
На вершині гори обладнано оглядовий майданчик, до нього ведуть туристичні маршрути (територія Національного природного парку «Гомільшанські ліси»), на яких встановлені інформаційні щити з пізнавальною інформацією.

## Історія

### Козаччина
У минулому на Козачій горі знаходився Свято-Миколаївський козацький монастир, заснований як оселя для козаків, які через похилий вік або поранення вже не могли нести військову службу. Водночас мешканці монастиря брали участь в охороні важливого торгового шляху вздовж річки Сіверський Донець.
У XVIII столітті, після ліквідації Запорозької Січі в 1788 році, імператриця Катерина II видала указ про остаточне знищення козацької вольниці. Царські війська здійснили похід на Козачу гору, взяли монастир в облогу та зруйнували його. Багато козаків загинуло в бою, а частина, не бажаючи здаватися в полон, кидалася з гори у річку Сіверський Донець.
Існує давніша легенда, що на Козачій горі мешкав Змій Горинич, якому приносили в жертву дівчат, а переміг його богатир Микита Кожум’яка. За народними переказами, саме від нього походить назва Змієвих валів – залишків земляних укріплень, які, за міфом, утворилися після того, як Кожум’яка впряг Змія в плуга та переорав ним землю.
Нині на Козачій горі встановлено пам’ятний хрест на знак трагічної загибелі козаків, а руїни Свято-Миколаївського монастиря збереглися на території сусіднього села. Місце є одним з наймальовничіших куточків Харківщини та приваблює туристів своєю історією, легендами та краєвидами.

### Новітня історія
На території гори під час німецько-радянської війни проходили жорстокі бої. 6—8 січня 1942 року проходили бої партизанів з німецькими загарбниками в селі Коробів Хутір. Німці втратили в тому бою 40 солдат. Коробів Хутір разом із горою Козача були звільнені радянськими партизанами ще до підходу основних радянських військ. За свідченнями, Сіверський Донець був червоним від крові в ці дні.
У 1956 році було знайдено рештки невідомого радянського солдата, особистість якого не вдалося ідентифікувати. Саме тому, було прийнято рішення поховати його на території пагорба з метою ушанувати пам'ять про загиблих воїнів, що билися, як за Коробів Хутір, так і за гору Козача[джерело?].

## Галерея

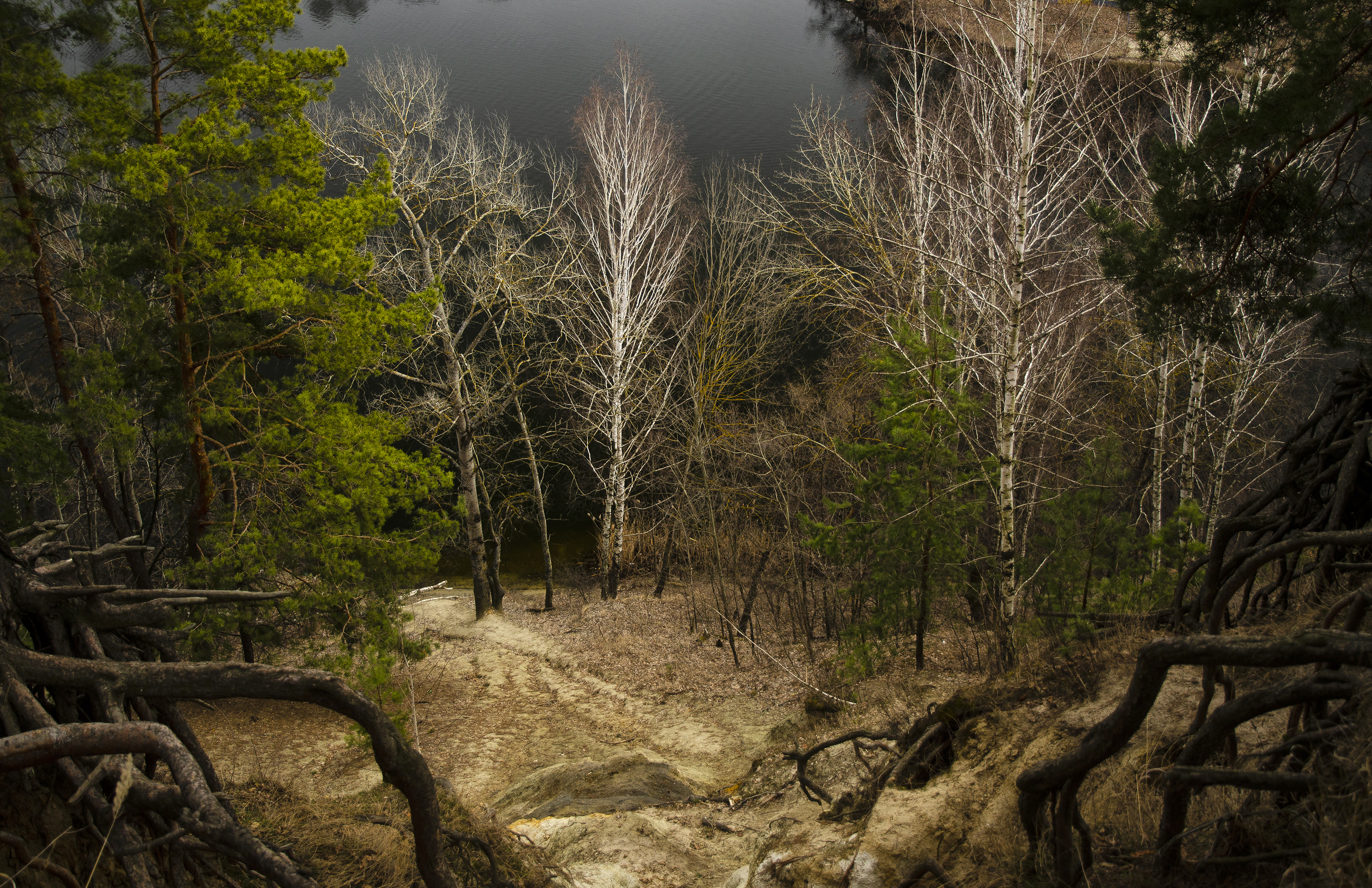
Вид знизу
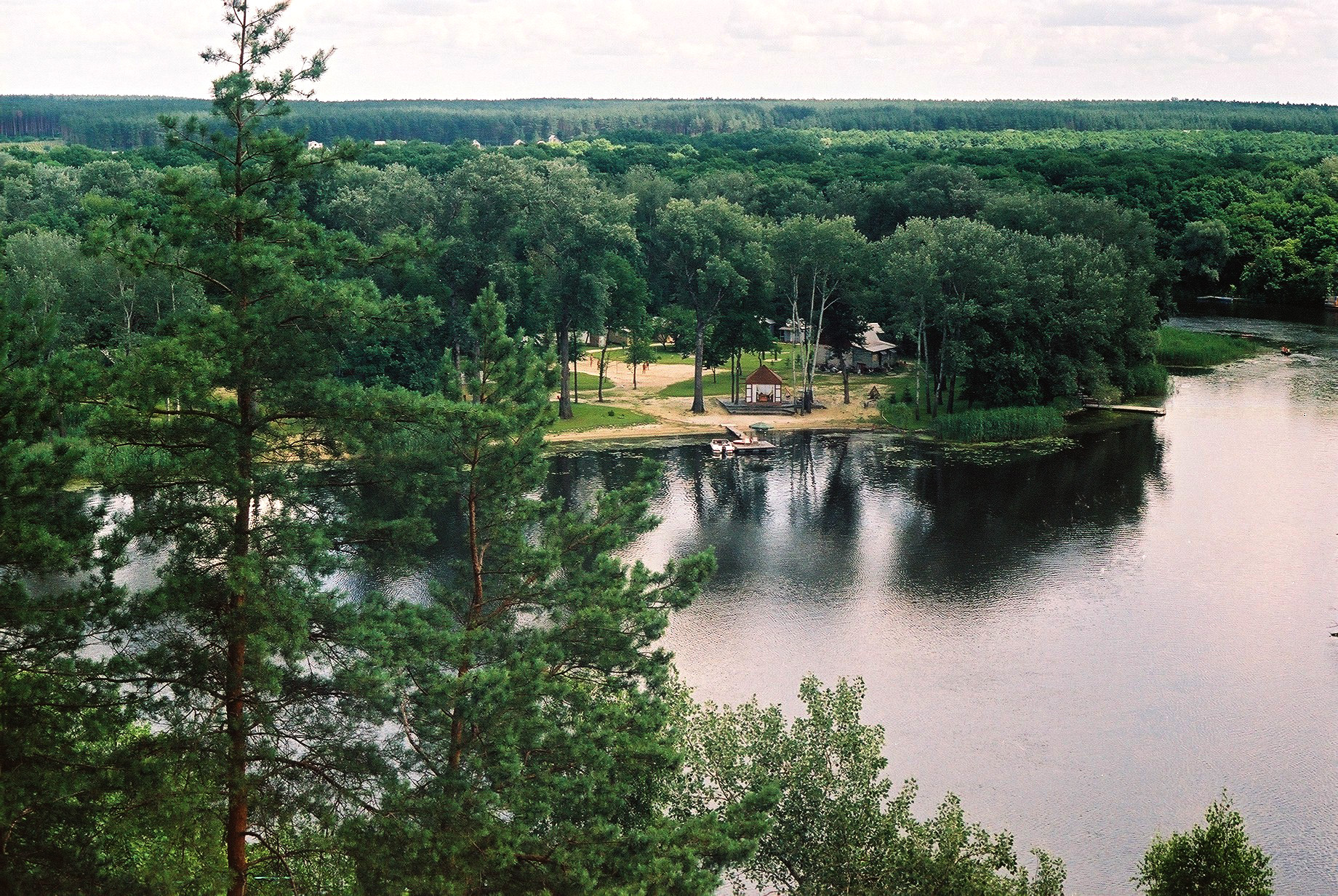
Вид на Коробів Хутір
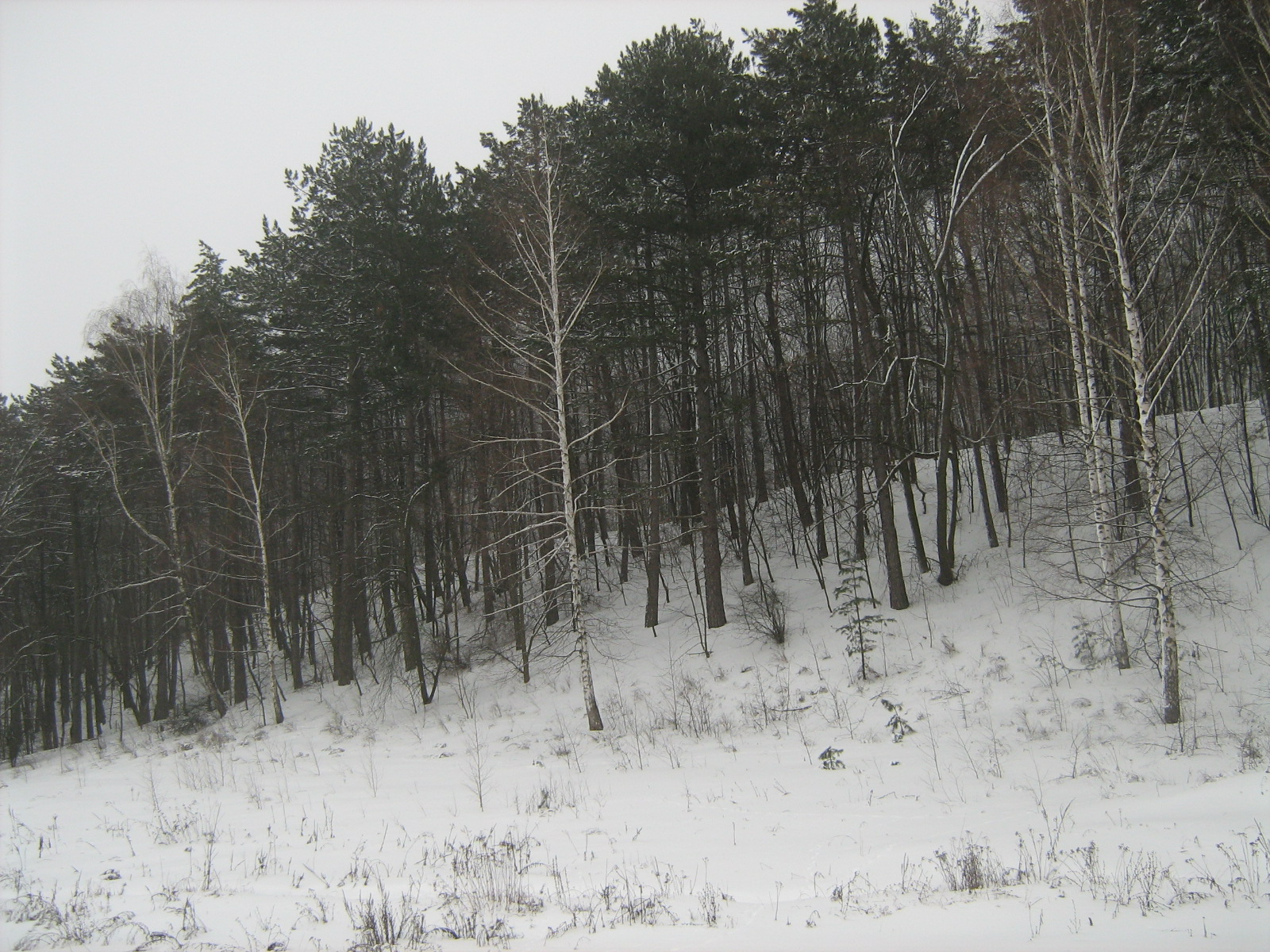
Гора Козача взимку
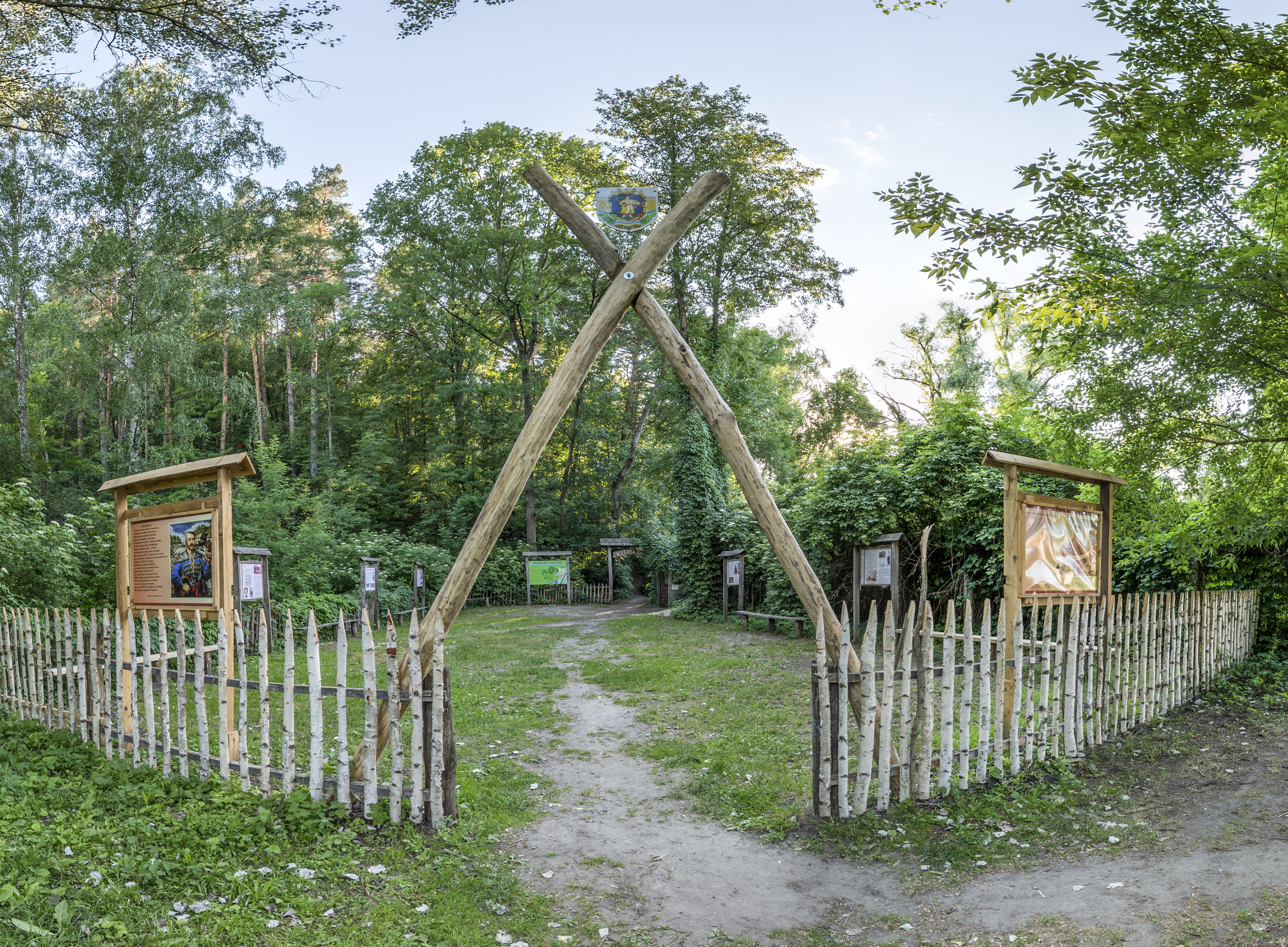
Вхід на гору
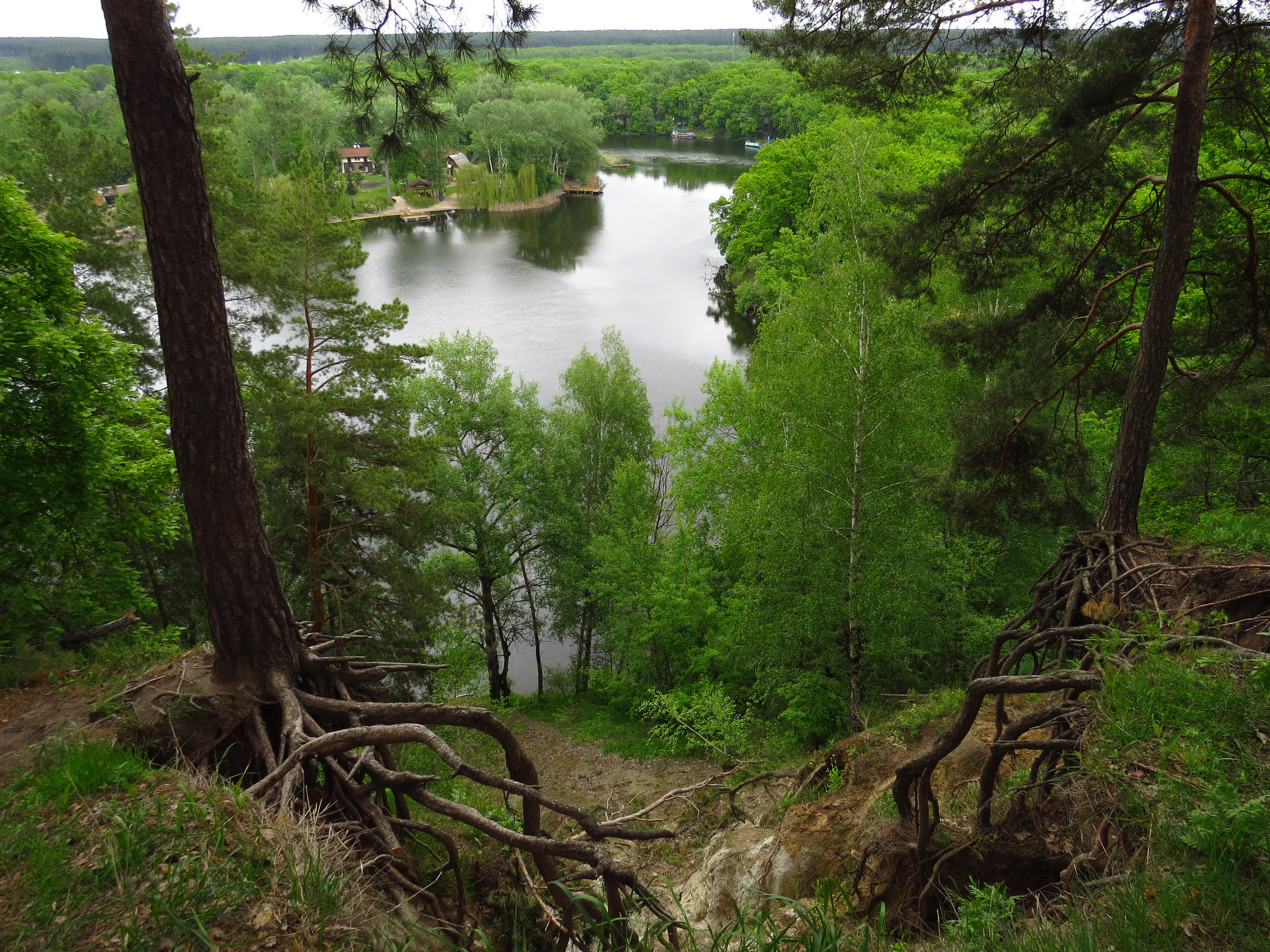
Вид з обриву
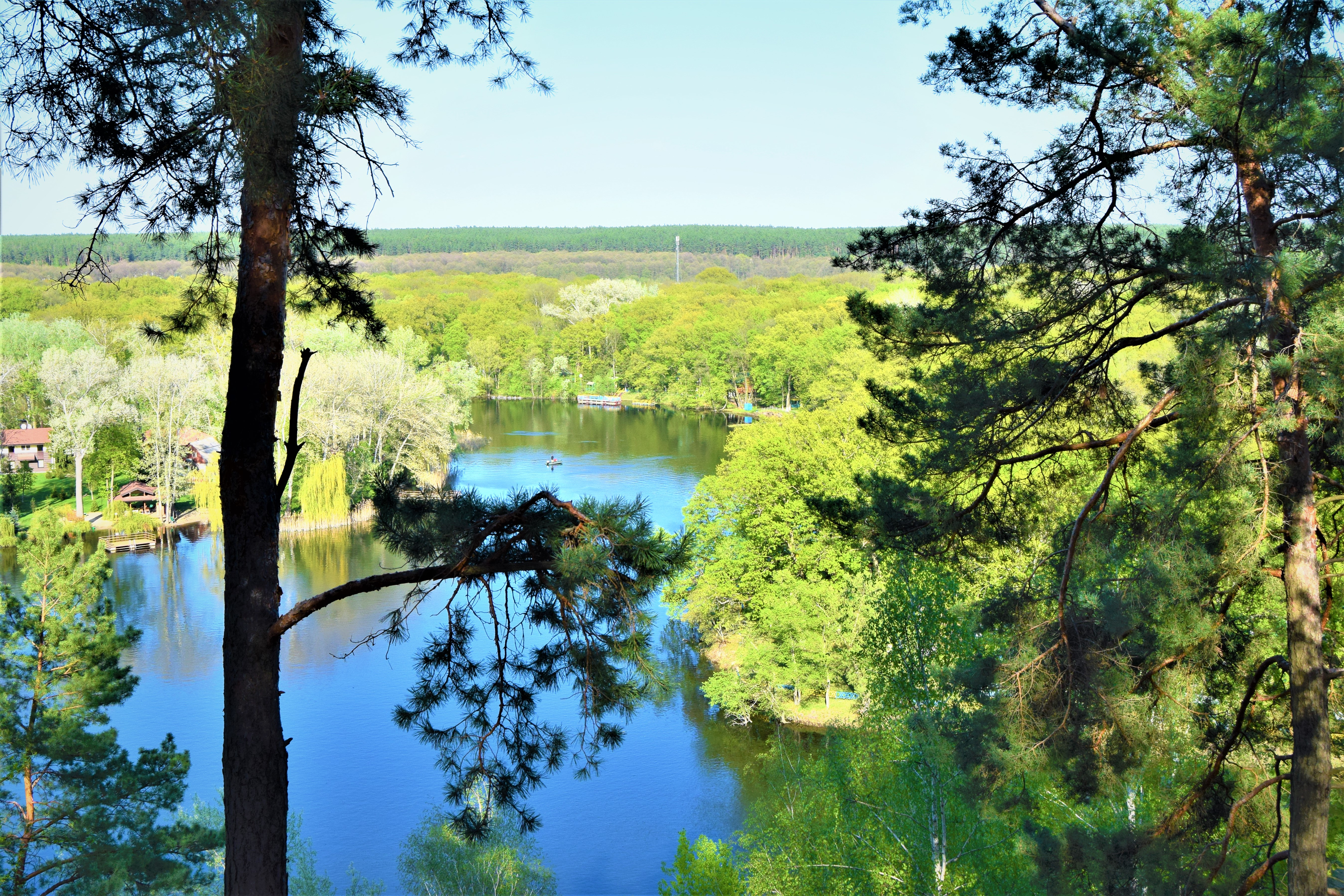
Панорама гори Козача